# Balatonőszöd
Balatonőszöd je obec v Maďarsku, v župě Somogy. Obec se nachází nedaleko Balatonu.
V roce 2011 zde žilo 519 obyvatel.